# 더 로프트: 비밀의 방
《더 로프트: 비밀의 방》(영어: The Loft)은 2014년 공개된 미국의 에로 스릴러 영화로, 감독 에릭 판로이가 본인의 2008년 벨기에 영화 《로프트》를 직접 리메이크하였다.

## 출연진
- 칼 어번
- 제임스 마즈든
- 웬트워스 밀러
- 에릭 스톤스트리트
- 마티아스 스후나르츠
- 로나 미트라
- 레이철 테일러
- 이저벨 루커스
- 밸러리 크루즈
- 일레인 캐시디
- 컬리 로샤
- 마르가리타 레비예바
- 매디슨 버지
- 크리스틴 리먼
- 로버트 위즈덤
- 릭 라이츠
- 그레이엄 베컬
- 그리프 퍼스트
- 로라 카유엣

## 기타 제작진
- 총괄 제작: 바버라 켈리, 스티브 골린
- 미술: 마이아 제이번